# Monetaria
Monetaria is een geslacht van weekdieren uit de klasse van de Gastropoda (slakken).

## Soorten
- Monetaria annulus (Linnaeus, 1758)
- Monetaria caputdraconis (Melvill, 1888)
- Monetaria caputserpentis (Linnaeus, 1758)
- Monetaria moneta (Linnaeus, 1758) = Geldkauri
- Monetaria obvelata (Lamarck, 1810)